# Arkadin
Arkadin är ett konferensföretag för telefonkonferens, webbkonferens och videokonferenstjänster. Företaget grundades 2001 i Paris. 2011 hade företaget 46 kontor i 27 länder runtom i Asien, Europa, Mellanöstern, Afrika och Nordamerika. I Sverige finns Arkadins huvudkontor på Riddargatan i Stockholm.

## Kunder
Arkadin har 14 000 kunder världen över.

## Miljö
I samarbete med WWF ordnar Arkadin projektet Climate Care Day. Företag som vill anordna en Climate Care Day, en arbetsdag utan resor, kan planera ett event tillsammans med Arkadin. Intäkter går till WWF.  